# ミナス・モルグル
ミナス・モルグル（Minas Morgul）は、J・R・R・トールキンの小説『指輪物語』及び『シルマリルの物語』の世界に出てくる塔の名前である。シンダール語で呪魔の塔（Tower of Sorcery）という意味。
かつてはミナス・イシル（Minas Ithil、月の出の塔）と呼ばれ、ゴンドールの旧都オスギリアスの東西に立てられた塔の東側のものだった。しかしゴンドールが衰えていく中でモルドールの軍勢によって奪われ、指輪の幽鬼の首領であるアングマールの魔王の居城となった。このときこの都市はミナス・モルグルと改名され、一方西側のミナス・アノールはミナス・ティリス（守護の塔）と命名され、後にオスギリアスに代ってゴンドールの王都となった。
指輪戦争の開始の際には、バラド＝ドゥーアから紅い稲妻が空に放たれるのに呼応してミナス・モルグルは蒼い稲妻を空に放ってゴンドールに対して全面攻勢に出た。サウロンが敗北した後、イシリエンの大公となった執政ファラミアはここには住まうことなく、ミナス・モルグルは完全に破壊されることになった。